# Markéta Vondroušová
Markéta Vondroušová (Sokolov, 1999. június 28. –) olimpiai ezüstérmes cseh hivatásos teniszezőnő, Grand Slam-tornagyőztes, párosban kétszeres junior Grand Slam-tornagyőztes, korábbi junior világelső.
2015 óta profi teniszjátékos. Eddig három egyéni WTA-tornagyőzelmet aratott, ebből az egyik a 2023-ban Wimbledonban aratott győzelme, emellett egyéniben nyolc, párosban hat ITF-tornagyőzelemmel rendelkezik. A Grand Slam-tornákon juniorként a lányok páros versenyén 2015-ben megnyerte az Australian Opent és a Roland Garrost. 2015. május 25-én a kombinált junior világranglista élre került. A 2016-os Roland Garros junior versenyét követően könyöksérülése miatt az év további részében nem játszott.
A felnőttek között az első WTA-tornagyőzelmét 2017. áprilisban a Ladies Open Biel Bienne megnyerésével szerezte. Az első Grand Slam-tornáján 2017-ben Wimbledonban rögtön negyeddöntős volt. A Grand Slam-tornákon a legjobb eredményét egyéniben a 2023-as wimbledoni teniszbajnokságon érte el, ahol megszerezte a győzelmet. Párosban a legjobb eredménye a 2019-es Australian Openen elért elődöntő.
A legjobb világranglista-helyezése egyéniben a 6. hely, amelyre 2023. szeptember 11-én került, párosban a legjobbjaként ugyancsak 2023. szeptember 11-én a 38. helyen állt. 2017-ben bekerült Csehország Fed-kupa-válogatottjába.

## Junior Grand Slam döntői

### Lány páros

#### Győzelmei (2)
| Év   | Bajnokság       | Borítás | Partner             | Ellenfél                           | Eredmény |
| ---- | --------------- | ------- | ------------------- | ---------------------------------- | -------- |
| 2015 | Australian Open | Kemény  | Miriam Kolodziejová | Katharina Hobgarski Greet Minnen   | 7–5, 6–4 |
| 2015 | Roland Garros   | Salak   | Miriam Kolodziejová | Caroline Dolehide Katerina Stewart | 6–0, 6–3 |

#### Elveszített döntői (1)
| Év   | Bajnokság     | Borítás | Partner          | Ellenfél                        | Eredmény         |
| ---- | ------------- | ------- | ---------------- | ------------------------------- | ---------------- |
| 2014 | Roland Garros | Salak   | Catherine Bellis | Ioana Ducu Ioana Loredana Roșca | 1–6, 7–5, [9–11] |

## Grand Slam-döntői

### Egyéni

#### Győzelmei (1)
| Év   | Bajnokság | Borítás | Ellenfél     | Eredmény |
| ---- | --------- | ------- | ------------ | -------- |
| 2023 | Wimbledon | Fű      | Unsz Dzsábir | 6–4, 6–4 |

#### Elveszített döntői (1)
| Év   | Bajnokság     | Borítás | Ellenfél       | Eredmény |
| ---- | ------------- | ------- | -------------- | -------- |
| 2019 | Roland Garros | Salak   | Ashleigh Barty | 1–6, 3–6 |

## WTA döntői

### Egyéni

#### Győzelmei (3)
| Összesítés            |                              |
| Grand Slam-torna (1)  |                              |
| Premier Mandatory (0) | WTA 1000 (kötelező)* (0)     |
| Premier Five (0)      | WTA 1000 (nem kötelező)* (0) |
| Premier (0)           | WTA 500* (1)                 |
| International (1)     | WTA 250* (0)                 |

| Borításonként |
| ------------- |
| Kemény (1–1)  |
| Salak (0–2)   |
| Fű (2–0)      |
| Szőnyeg (0–0) |

| No. | Dátum             | Torna                                                  | Borítás    | Ellenfél        | Eredmény          | Megj.     |
| --- | ----------------- | ------------------------------------------------------ | ---------- | --------------- | ----------------- | --------- |
| 1.  | 2017. április 16. | Ladies Open Biel Bienne, Biel, Svájc                   | Kemény (f) | Anett Kontaveit | 6–4, 7–6(6)       |           |
| 2.  | 2023. július 15.  | Wimbledoni teniszbajnokság, London, Egyesült Királyság | Fű         | Unsz Dzsábir    | 6–4, 6–4          | részletek |
| 3.  | 2025. június 22.  | German Open, Berlin, Németország                       | Fű         | Vang Hszin-jü   | 7–6(10), 4–6, 6–2 |           |

#### Elveszített döntői (3)
| No. | Dátum             | Torna                           | Borítás    | Ellenfél            | Eredmény      | Megj.     |
| --- | ----------------- | ------------------------------- | ---------- | ------------------- | ------------- | --------- |
| 1.  | 2019. február 24. | Hungarian Ladies Open, Budapest | Kemény (f) | Alison Van Uytvanck | 6–1, 5–7, 2–6 | részletek |
| 2.  | 2019. április 28. | Istanbul Cup, Isztambul         | Salak      | Petra Martić        | 6–1, 4–6, 1–6 |           |
| 3.  | 2019. június 8.   | Roland Garros, Párizs           | Salak      | Ashleigh Barty      | 1–6, 3–6      | részletek |

### Páros

#### Elveszített döntői (2)
| No. | Dátum            | Torna                               | Borítás | Partner            | Ellenfek a döntőben           | Eredmény            | Megj. |
| --- | ---------------- | ----------------------------------- | ------- | ------------------ | ----------------------------- | ------------------- | ----- |
| 1.  | 2022. január 15. | Adelaide Open, Adelaide, Ausztrália | Kemény  | Tereza Martincová  | Hozumi Eri Ninomija Makoto    | 6–1, 6–7(4), [7–10] |       |
| 1.  | 2023. június 25. | German Open, Berlin, Németország    | Fű      | Kateřina Siniaková | Caroline Garcia Luisa Stefani | 6–4, 6–7(8), [4–10] |       |

## WTA125K döntői

### Páros

#### Elveszített döntői (1)
| No. | Dátum              | Torna                              | Borítás    | Partner             | Ellenfek a döntőben     | Eredmény | Megj. |
| --- | ------------------ | ---------------------------------- | ---------- | ------------------- | ----------------------- | -------- | ----- |
| 1.  | 2022. december 11. | Open Angers, Angers, Franciaország | Kemény (f) | Miriam Kolodziejová | Alycia Parks Csang Suaj | 2–6, 2–6 |       |

## ITF döntői (14–5)

### Egyéni (8–3)
| Díjazás        |
| -------------- |
| $100,000 torna |
| $75,000 torna  |
| $50,000 torna  |
| $25,000 torna  |
| $15,000 torna  |
| $10,000 torna  |

| Borításonként |
| ------------- |
| Kemény (3–3)  |
| Salak (5–0)   |
| Fű (0–0)      |
| Szőnyeg (0–0) |

| Eredmény | No. | Dátum             | Torna                          | Borítás    | Ellenfél                  | Eredmény      |
| -------- | --- | ----------------- | ------------------------------ | ---------- | ------------------------- | ------------- |
| Döntős   | 1.  | 2015. március 2.  | Sarm es-Sejk, Egyiptom         | Kemény     | Vera Lapko                | 5–7, 3–6      |
| Győztes  | 1.  | 2015. május 11.   | Zielona Góra, Lengyelország    | Salak      | Natyela Dzalamidze        | 6–3, 6–3      |
| Győztes  | 2.  | 2015. június 15.  | Přerov, Csehország             | Salak      | Jekatyerina Alekszandrova | 6–1, 6–4      |
| Győztes  | 3.  | 2016. március 14. | Antalya, Törökország           | Salak      | Lisa Sabino               | 6–2, 6–0      |
| Győztes  | 4.  | 2017. január 22.  | Stuttgart, Németország         | Kemény     | Anna Zaja                 | 3–6, 6–2, 6–1 |
| Győztes  | 5.  | 2017. február 5.  | Grenoble, Franciaország        | Kemény     | Anna Blinkova             | 7–5, 6–4      |
| Döntős   | 2.  | 2017. február 19. | Perth, Ausztrália              | Kemény     | Marie Bouzková            | 6–1, 3–6, 2–6 |
| Döntős   | 3.  | 2017. március 5.  | Clare, Ausztrália              | Kemény     | Beatriz Haddad Maia       | 2–6, 2–6      |
| Győztes  | 6.  | 2017. május 21    | Trnava, Szlovákia              | Salak      | Verónica Cepede Royg      | 7–5, 7–6(3)   |
| Győztes  | 7.  | 2017. július 30.  | Prága, Csehország              | Salak      | Karolína Muchová          | 7–5, 6–1      |
| Győztes  | 8.  | 2022. november 6. | Shrewsbury, Egyesült Királyság | Kemény (f) | Eva Lys                   | 7–5, 6–2      |

### Páros (6–2)
| Díjazás              |
| -------------------- |
| $100,000 torna       |
| $75,000/80,000 torna |
| $50,000/60,000 torna |
| $25,000 torna        |
| $15,000 torna        |
| $10,000 torna        |

| Borításonként |
| ------------- |
| Kemény (4–0)  |
| Salak (2–2)   |
| Fű (0–0)      |
| Szőnyeg (0–0) |

| Eredmény | No. | Dátum               | Torna                          | Borítás    | Partner             | Ellenfél                              | Eredmény            |
| -------- | --- | ------------------- | ------------------------------ | ---------- | ------------------- | ------------------------------------- | ------------------- |
| Győztes  | 1.  | 2015. március 2.    | Sarm es-Sejk, Egyiptom         | Kemény     | Vera Lapko          | Anna Morgina Caroline Rohde-Moe       | 6–2, 6–4            |
| Győztes  | 2.  | 2015. május 11.     | Zielona Góra, Lengyelország    | Salak      | Miriam Kolodziejová | Natyela Dzalamidze Margarita Lazareva | 6–2, 6–2            |
| Győztes  | 3.  | 2015. június 15.    | Přerov, Csehország             | Salak      | Miriam Kolodziejová | Martina Borecká Jesika Malečková      | 6–4, 6–1            |
| Döntős   | 1.  | 2015. augusztus 10. | Prága, Csehország              | Salak      | Miriam Kolodziejová | Kateřina Kramperová Bernarda Pera     | 6–7(4), 7–5, [1–10] |
| Döntős   | 2.  | 2016. március 14.   | Antalya, Törökország           | Salak      | Natálie Novotná     | Olga Dorosina Anasztaszija Vasziljeva | 2–6, 1–6            |
| Győztes  | 4.  | 2017. január 21.    | Stuttgart, Németország         | Kemény     | Miriam Kolodziejová | Anita Husarić Kimberley Zimmermann    | 7–6(3), 7–5         |
| Győztes  | 5.  | 2022. október 30.   | Poitiers, Franciaország        | Kemény (f) | Miriam Kolodziejová | Jessika Ponchet Renata Voráčová       | 6–4, 6–3            |
| Győztes  | 6.  | 2022. november 6.   | Shrewsbury, Egyesült Királyság | Kemény (f) | Miriam Kolodziejová | Jessika Ponchet Renata Voráčová       | 7–6(4), 6–2         |

## Eredményei Grand Slam-tornákon

### Egyéniben
| Grand Slam | Australian Open | Australian Open     | Roland Garros | Roland Garros    | Wimbledon | Wimbledon        | US Open     | US Open              |
| Év         | Eredmény        | Utolsó ellenfél     | Eredmény      | Utolsó ellenfél  | Eredmény  | Utolsó ellenfél  | Eredmény    | Utolsó ellenfél      |
| 2017       | −               | −                   | 2. kör        | Darja Kaszatkina | 1. kör    | Peng Suaj        | 1. kör      | Szvetlana Kuznyecova |
| 2018       | 2. kör          | Caroline Garcia     | 1. kör        | Ana Bogdan       | 1. kör    | Sachia Vickery   | 4. kör      | Leszja Curenko       |
| 2019       | 2. kör          | Petra Martić        | Döntő         | Ashleigh Barty   | 1. kör    | Madison Brengle  | –           | –                    |
| 2020       | 1. kör          | Sz Kuznyecova       | 1. kör        | Iga Świątek      | elmaradt  | elmaradt         | 1. kör      | A Szasznovics        |
| 2021       | 4. kör          | Hszie Su-vej        | 4. kör        | Paula Badosa     | 2. kör    | Emma Raducanu    | 2. kör      | Darja Kaszatkina     |
| 2022       | 3. kör          | Arina Szabalenka    | –             | –                | –         | –                | –           | –                    |
| 2023       | 3. kör          | Linda Fruhvirtová   | 2. kör        | Darja Kaszatkina | Győzelem  | Unsz Dzsábir     | Negyeddöntő | Madison Keys         |
| 2024       | 1. kör          | Dajana Jasztremszka | Negyeddöntő   | Iga Świątek      | 1. kör    | J Bouzas Maneiro | –           | –                    |
| 2025       | –               | –                   | 3. kör        | Jessica Pegula   | 2. kör    | Emma Raducanu    |             |                      |

### Párosban
| Grand Slam | Australian Open           | Australian Open                      | Roland Garros         | Roland Garros                       | Wimbledon                    | Wimbledon                         | US Open                  | US Open                              |
| Év         | Eredmény Partner          | Utolsó ellenfél                      | Eredmény Partner      | Utolsó ellenfél                     | Eredmény Partner             | Utolsó ellenfél                   | Eredmény Partner         | Utolsó ellenfél                      |
| 2017       | –                         | –                                    | –                     | –                                   | Negyeddöntő Catherine Bellis | Csan Hao-csing Monica Niculescu   | 1. kör Catherine Bellis  | Nagyija Kicsenok Anastasia Rodionova |
| 2018       | 1. kör Catherine Bellis   | J Alekszandrova Anastasija Sevastova | 1. kör Belinda Bencic | Sz Kuznyecova Lucie Šafářová        | 1. kör Anna Blinkova         | J Makarova Vera Zvonarjova        | –                        | –                                    |
| 2019       | Elődöntő Barbora Strýcová | Samantha Stosur Csang Suaj           | 2. kör M Rybáriková   | Ljudmila Kicsenok Jeļena Ostapenko  | –                            | –                                 | –                        | –                                    |
| 2020       | 1. kör Catherine Bellis   | Elise Mertens Arina Szabalenka       | –                     | –                                   | elmaradt                     | elmaradt                          | –                        | –                                    |
| 2021       | 2. kör Vera Lapko         | Nicole Melichar Demi Schuurs         | –                     | –                                   | 2. kör Tereza Martincová     | Aojama Súko Sibahara Ena          | 2. kör Tereza Martincová | Cori Gauff Catherine McNally         |
| 2022       | 2. kör Tereza Martincová  | Anna Danilina B Haddad Maia          | –                     | –                                   | –                            | –                                 | –                        | –                                    |
| 2023       | –                         | –                                    | 2. kör M Kolodziejová | V Kugyermetova Ljudmila Szamszonova | 3. kör M Kolodziejová        | Storm Hunter Elise Mertens        | 3. kör Barbora Strýcová  | Gabriela Dabrowski Erin Routliffe    |
| 2024       | –                         | –                                    | –                     | –                                   | –                            | –                                 | –                        | –                                    |
| 2025       | –                         | –                                    | –                     | –                                   | 1. kör Miriam Škoch          | Polina Kugyermetova Zeynep Sönmez |                          |                                      |

## Év végi világranglista-helyezései
| Év     | 2015 | 2016 | 2017 | 2018 | 2019 | 2020 | 2021 | 2022 | 2023 | 2024 |
| Egyéni | 429. | 374. | 67.  | 67.  | 16.  | 21.  | 35.  | 99.  | 7.   | 39.  |
| Páros  | 386. | −    | 155. | 634. | 100. | 600. | 65.  | 119. | 44.  | 158. |